# Nébouzat
Nébouzat település Franciaországban, Puy-de-Dôme megyében. Lakosainak száma 865 fő (2022. január 1.). Nébouzat Aurières, Aydat, Ceyssat, Olby, Saint-Bonnet-près-Orcival és Saint-Genès-Champanelle községekkel határos.

## Népesség
A település népességének változása:
| Lakosok száma | 806  | 826  | 847  | 836  | 842  | 847  | 853  | 861  | 865  |
|               | 2013 | 2015 | 2016 | 2017 | 2018 | 2019 | 2020 | 2021 | 2022 |